# Сугита Тэйити
Сугита Тэйити (яп. 杉田 定一, 30 июня 1851 — 23 марта 1929) — японский государственный и общественный деятель, председатель Палаты представителей Японии (1906—1908), губернатор префектуры Хоккайдо (1898), член Палаты представителей (1890—1894, 1898—1912) и Палаты пэров Японии (1912—1929).

## Биография
Родился в уезде Сакай княжества Фукуи (ныне район города Фукуи) как старший сын богатого фермера Сугиты Сэндзюро (1820—1893) и Сугиты Рю (ум. 1855). В 1868 году отправился в Осаку изучать иностранные языки, физику и химию, а после изучал немецкий язык, физику и химию в частной школе в Токио. В 1873 году вернулся в родную деревню, а в 1875 году основал собственную газету в Токио, но в марте 1876 года был заключён в тюрьму на шесть месяцев из-за писательского скандала. В 1878 году принял участие в первом учредительном съезде восстановленного Общества патриотов. В следующем году перестроил свой дом и основал Дзикёся, образовательную организацию для детей, живущих в сельской местности. В то же время возглавил движение за снижение земельного налога в префектуре Фукуи. В 1881 году также участвовал в формировании Либеральной партии.
В июле 1886 года совершил поездку в Европу и Америку для обучения; в июне 1888 года вернулся в Японию. После возвращения в Японию он участвовал в движении единомышленников, возглавляемом Гото Сёдзиро. В январе 1889 года был избран в собрание префектуры Фукуи и присутствовал на церемонии обнародования Конституции Японской империи в качестве председателя собрания префектуры. В 1890 году был избран на первых выборах в Палату представителей, где находился до 15 мая 1912 года в с перерывом с 1 сентября 1894 года по 15 марта 1898 года. В это время Сугита приложил большие усилия для создания партий Кэнсэйто и Риккэн Сэйюкай, а также занимал пост губернатора префектуры Хоккайдо и председателя Палаты представителей при первом правительстве Сайондзи Киммоти. Также внёс свой вклад в реконструкцию реки Кудзурю и пожертвовал часть своего личного состояния на проведение строительных работ. Принимал активное участие в строительстве железнодорожной линии Микуни. 2 апреля 1912 года стал членом Палаты пэров.
Прозвание — Удзураяма (鶉山, «Перепелиная гора»). Хомё — Ёкэнин Удзураяма Тэйити Дайкодзи (擁憲院鶉山定一大居士).

## Награды
- Орден Священного сокровища 3 класса (10 ноября 1915)
- Орден Священного сокровища 2 класса (23 марта 1929)